# Frank Thomas (Musiker)
Frank Thomas, geboren als Franc Georges Fernand Combès, (* 15. Mai 1936 in Montpellier; † 20. Januar 2017 in Paris) war ein französischer Musik-Manager und Liedtexter.

## Werdegang
Franc Combès war der jüngste von drei Söhnen von Hervé und Marcelle Combès (geb. Bory), die Mitglieder der Résistance waren. Er lernte dekoratives Zeichnen und im Alter von 14,5 Jahren Porzellanmalerei. Nachdem er verschiedenste Berufe ergriffen hatte, zog er nach Paris und begann dort Anfang der 1960er Jahre, mitten in der Yéyé-Zeit, für Sänger wie Eddy Mitchell und Gruppen wie Les Surfs oder Les Parisiennes Lieder zu schreiben. Er schloss sich mit dem Liedtexter Jean-Michel Rivat zusammen und schrieb mit diesem gemeinsam Songs für Joe Dassin, was zum Erfolg führte. Der Erfolg trug dazu bei, dass Rivat und er weiterhin für viele Sänger die Lieder schrieben. Ihre gemeinsamen Werke gelten teilweise heute als Teil des nationalen Erbes. Für Gérard Berliner schrieben sie dessen Hit Louise im Jahr 1982 und das Album Chien de voyou im Jahr 1994.
2010 wurde Frank Thomas, zusammen mit Reinhardt Wagner, für den Oscar für den Besten Song für das Lied Loin de Paname im Film Paris, Paris – Monsieur Pigoil auf dem Weg zum Glück nominiert. Interpretiert wurde das Lied von Nora Arnezeder.
Frank Thomas starb am 20. Januar 2017 an einem Herzinfarkt.